# Lophosia epalpata
Lophosia epalpata là một loài ruồi trong họ Tachinidae.